# Polskie Prywatne Gimnazjum Koedukacyjne w Borszczowie
Polskie Prywatne Gimnazjum Koedukacyjne w Borszczowie – szkoła prywatna o statusie gimnazjum z siedzibą w Borszczowie.

## Historia
Gimnazjum zostało założone w okresie zaboru austriackiego w 1909. Główne starania przy jego powstaniu poczynili Komitet Towarzystwa Szkoły Średniej w Borszczowie, w tym prezes tego stowarzyszenia Tadeusz Czarkowski-Golejewski, który był opiekunem placówki. W pierwszych latach szkoła działała jako Polskie Gimnazjum Realne z prawami szkół rządowych.
Z uwagi na przebieg I wojny światowej i późniejsze konflikty zbrojne szkoła była nieczynna w latach od 1914 do 1919 oraz od 1919 do roku szkolnego 1921/1922. Po odzyskaniu przez Polskę niepodległości w okresie II Rzeczypospolitej Gimnazjum pozostawało własnością Towarzystwa Szkoły Średniej w Borszczowie, działało w charakterze koedukacyjnym i posiadało niepełne prawa gimnazjum państwowego. W 1926 w Gimnazjum było osiem polskich klas z tyloma oddziałami, w których uczyło się łącznie 131 uczniów płci męskiej i 60 uczennice.

## Dyrektorzy
- Władysław Dropiowski (1909–1910)[1][4]
- Władysław Kucharski (kierownik, 1910–1912)[5][6][1]
- dr Kazimierz Sośnicki (kierownik, urlopowany z C.K. Gimnazjum w Sanoku, 1912–1914, 1915–1917)[7][8][9][10][11][1]
- Bronisław Kryczyński[1]
- dr Mieczysław Gawlik[1]
- Witold Dąbrowski (kierownik, urlopowany z II Państwowego Gimnazjum w Stanisławowie)[12]

## Nauczyciele
- Franciszek Mleczko
- Szymon Wierdak

## Uczniowie i absolwenci
Absolwenci
- Adam Mirecki – działacz narodowy (1931)
- Kazimierz Mirecki – działacz narodowy

Uczniowie
- Stanisław Nowakowski – harcmistrz